# 隱形牆
隱形牆（英文：Invisible wall），亦被称为空气墙，是一種在電子遊戲中限制玩家角色行動的障礙物。由於遊戲中場景可能包含不可進入區域（如地圖邊界、懸崖等），除了使用可視障礙物（如牆壁）以外，隱形牆也常被拿來當作在不影響地圖美術設計下阻擋玩家行動的方法。該詞除了意指完全透明的牆壁外，隱形牆也可以用來指在現實生活中可以輕易繞開，在遊戲內無法如此的障礙物，如柵欄、石頭等。在2D遊戲（特別是橫向捲軸遊戲）中，螢幕邊界自身也可以被視為一種隱形牆壁，來預防玩家在橫向移動時越過關卡邊界。
在3D遊戲中，隱形牆特別用來防止玩家穿越遊玩區域或困在特定區域。比如在遊戲探索區域中，隱形牆常出現在懸崖邊來防止玩家自懸崖掉落，或者作為開放世界的區域邊界。有時部分遊戲也會採取將玩家傳送回遊戲區域的方式來避免玩家越界，如《戰地風雲》與《看門狗》系列。

## 對遊戲沉浸性的影響
當玩家進入隱形牆時，由於遊戲無法判斷玩家處於牆外（遊戲規定玩家必須處於牆內，而非牆外），遊戲的邏輯運作可能會有出入，導致在牆內運作的物理邏輯，如物體碰撞、區塊載入等可能在牆外無法運作。因大多數玩家會遵從遊戲給予的道路前進，隱形牆並不會太大影響玩家的遊戲體驗，但若隱形牆的設置沒有規則，比如在玩家能跳得過的柵欄上加裝隱形牆，便有可能會打亂玩家的節奏，進而影響遊戲沉浸。
多數開放世界遊戲除了使用隱形牆或傳送玩家的方法來防止越界外，也可能會在地圖邊界設置無敵的敵人或致死機關等，如遊戲《傭兵紀元》中的空襲及《PUBG》中的毒氣罩。

## 越過隱形牆的方法
利用遊戲中的故障或者開啟作弊模式通常可以越過所有的遊戲邊界，遊戲邊界外通常是開發人員留下的無用區塊（可能是被刪除的遊玩區域、彩蛋，虛空、或者技術區域組成），對競速破關玩家來說，他們通常會利用漏洞越過穿牆（包含穿入與穿出）來達成更快的破關方式。